# Nicolas Dorigny
Pour les articles homonymes, voir Dorigny.
Nicolas Dorigny, né probablement en 1658 à Paris où il meurt en 1746, est un peintre et graveur français.

## Biographie
Nicolas Dorigny est né à Paris probablement en 1658 (il est baptisé cette année-là, ; d'autres sources donnent 1652,). Il est le deuxième fils de Michel Dorigny, peintre et graveur, membre de l'Académie royale de peinture et de sculpture. Sa mère est la fille du peintre Simon Vouet. Il perd son père en 1665.
Nicolas Dorigny entreprend des études de droit jusqu’à l’âge de 30 ans. Sourd, il est jugé inapte à la profession d’avocat. Il se consacre alors à la peinture avec son frère, Louis Dorigny, installé en Italie. A cette époque, il s’essaye à l'eau-forte dont il apprend la technique auprès du graveur Gérard Audran. Il abandonne alors rapidement la peinture.
Parmi ses premières œuvres figurent des gravures des statues du Bernin à Saint-Pierre-de-Rome. Il réalise également de nombreuses gravures d'après des peintures présentes dans les églises de Rome, dont les peintures de Ciro Ferri pour la coupole de l'église de Sainte-Agnès sur la place Navone.
Nicolas Dorigny réalise d’après les originaux qu’il étudie à Rome de nombreuses autres gravures à partir des œuvres des grands maniéristes italiens dont Giulio Romano et son élève, le célèbre Raphaël Sanzo. En 1693, il publie une série de douze planches comprenant un frontispice et onze scènes d’après les décorations de la Loggia di Psyche conçue par Raphaël pour la Villa Farnesina.
Il poursuit cette exploration de l’œuvre du maître italien en réalisant en 1705 une ascension du Christ d’après une peinture conservée aujourd’hui, à Rome, aux Musées du Vatican. Il associe cette production en 1710 d’une gravure dite de La Descente de croix cette fois-ci librement interprétée d’une peinture signée Daniele da Volterra. Il dédicace ce travail à Louis Antoine de Gondrin, marquis d'Antin (1665-1736), fils de Mme de Montespan et de Louis Henri de Pardaillan de Gondrin, gouverneur d'Orléans en 1707 et directeur des Bâtiments du roi, depuis 1708. Ces deux œuvres sont jugées comme le « point culminant de son art ».

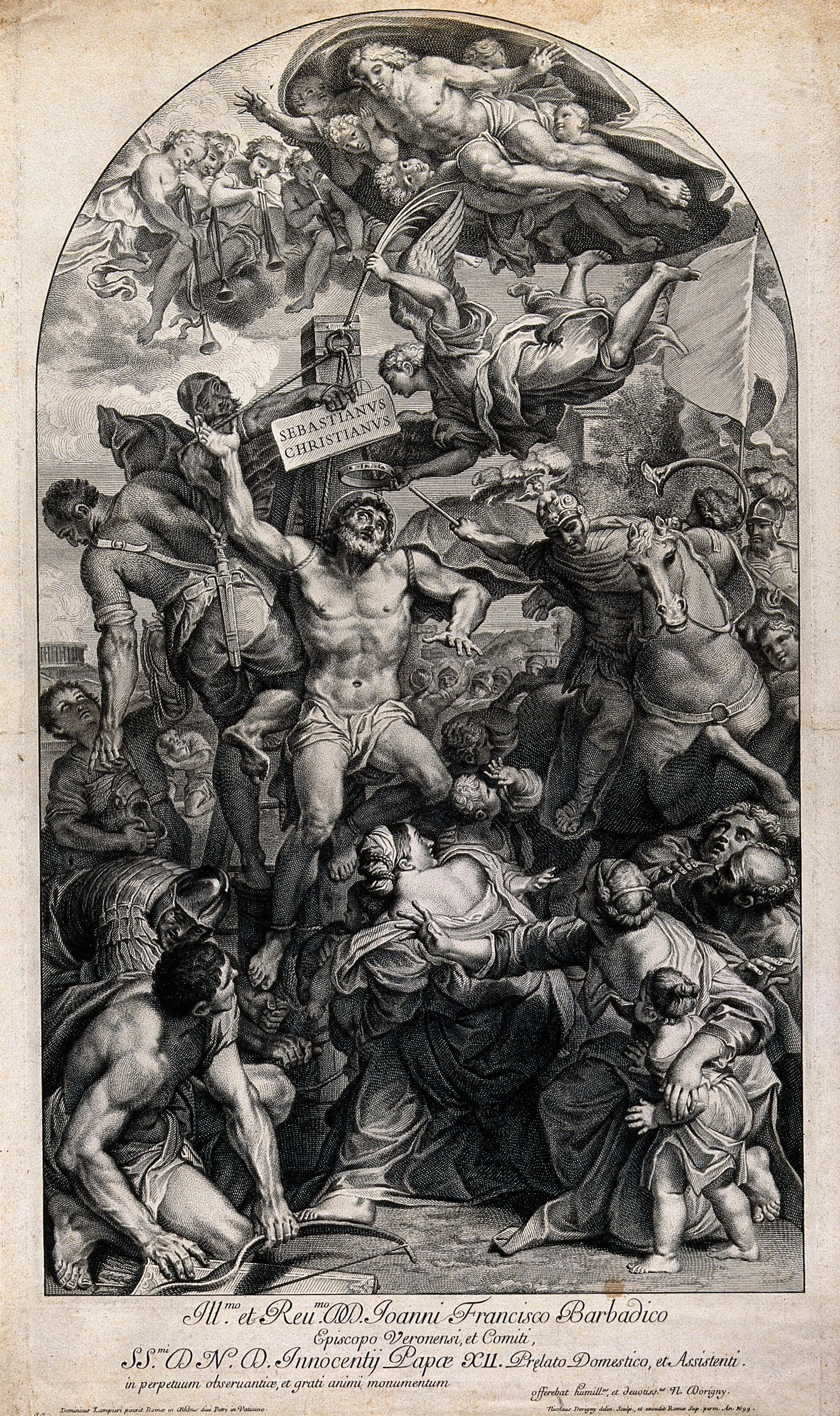
Martyre de Saint Sébastien. Gravure par Nicolas Dorigny, 1699

George Vertue, graveur anglais et antiquaire, remarque Nicolas Dorigny à Rome. Il note que « plusieurs gentlemen de renom se rendant à Rome y trouvèrent M. Dorigny qui y jouissait alors de la plus haute réputation pour plusieurs œuvres gravées d’après Raphaël. Ces œuvres lui ont valu à juste titre la réputation de premier graveur d'Europe, raison pour laquelle plusieurs personnes curieuses l’ont persuadé et engagé à venir en Angleterre. »
Il se rend, en 1711, à Londres pour étudier et copier les cartons ou dessins préparatoires de Raphaël pour la Chapelle Sixtine à Rome conservés au Hampton Court Palace depuis leur acquisition par William III et exposé dans la Cartoon Gallery spécialement aménagée par l’architecte Sir Christopher Wren en 1699.
Les dessins que Nicolas Dorigny en tire ont été gravés par D. Beauvais, Louis Desplaces, Gaspard Duchange, Charles Dupuis, Nicolas Gabriel Dupuis, François Bernard Lépicié, Nicolas Pigné, Nicolas Henri Tardieu, et S. Thomassin donnant lieu en 1722 à la publication exceptionnelle, à Londres, de 45 planches réunies dans ouvrage dédié dédié à son Altesse Royale Madame La Princesse de Galles.
Le 13 juin 1720, Nicolas Dorigny est fait chevalier. Il est le premier artiste de l'histoire de l'art britannique à être fait chevalier pour avoir réalisé des gravures. Il est fait membre de la Queen Street Academy fondée autour du peintre d’origine allemande Godfrey Kneller (1646-1723).
A cette époque, il peint quelques portraits et achève deux planches réalisées d’après Francesco Albani sur le thème de l’« Histoire de Salmacis et d’Hermaphrodite ».
Le 21 février 1723, il vend sa collection de dessins et, le 9 avril 1724, quitte l’Angleterre pour Paris. Il est élu membre de l’Académie le 28 septembre 1725. Il présente ses peintures aux expositions du Salon de 1739 à 1743. Il meurt à Paris le 1er décembre 1746, âgé de 88 ans.